# Dějiny Budapešti
Dějiny města Budapešti sahají až do období antiky, resp. Římské říše.

## Doba římská

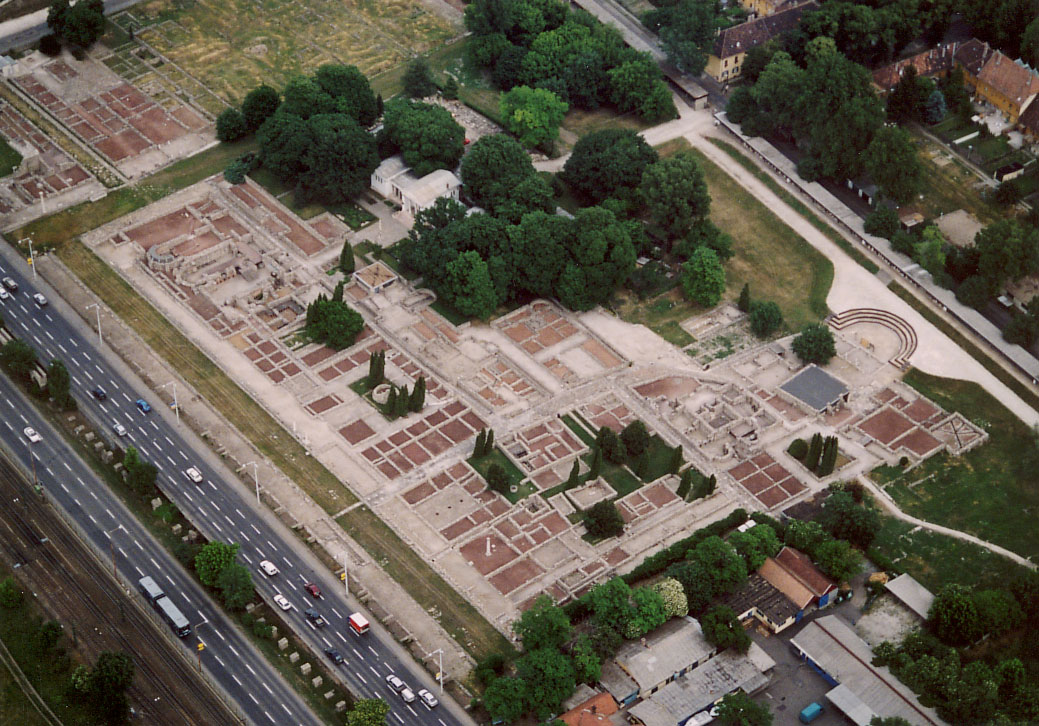
Pozůstatky římského města Aquincum

Již v 3. století př. n. l. u pramenů na úpatí Gellértova vrchu sídlili Keltové. Přítomnost jejich osídlení lze dohledat i v Pešti. Kolem roku 89 n. l. založili Římané severně od dnešního centra osadu Aquincum. K ochraně zdejšího přechodu přes Dunaj bylo i na protějším (pešťském) břehu zřízeno opevněné Contra Aquincum (poblíž dnešního Náměstí 15. března). V Aquincu byla umístěna vojenská posádka a roku 106 se stalo hlavním městem provincie Pannonia Inferior. Ve své době se jednalo o dosti velké sídlo; počet obyvatel se odhaduje na 20 000. Úpadek Římské říše a období stěhování národů znamenaly také vylidnění Aquinca. V Panonii se vystřídali Hunové, Ostrogóti, Langobardi, Avaři, Slované a nakonec počátkem 10. století se zde usadili Maďaři vedení knížetem Arpádem, který si zvolil za své sídlo dunajský ostrov Csepel.

## Středověké město

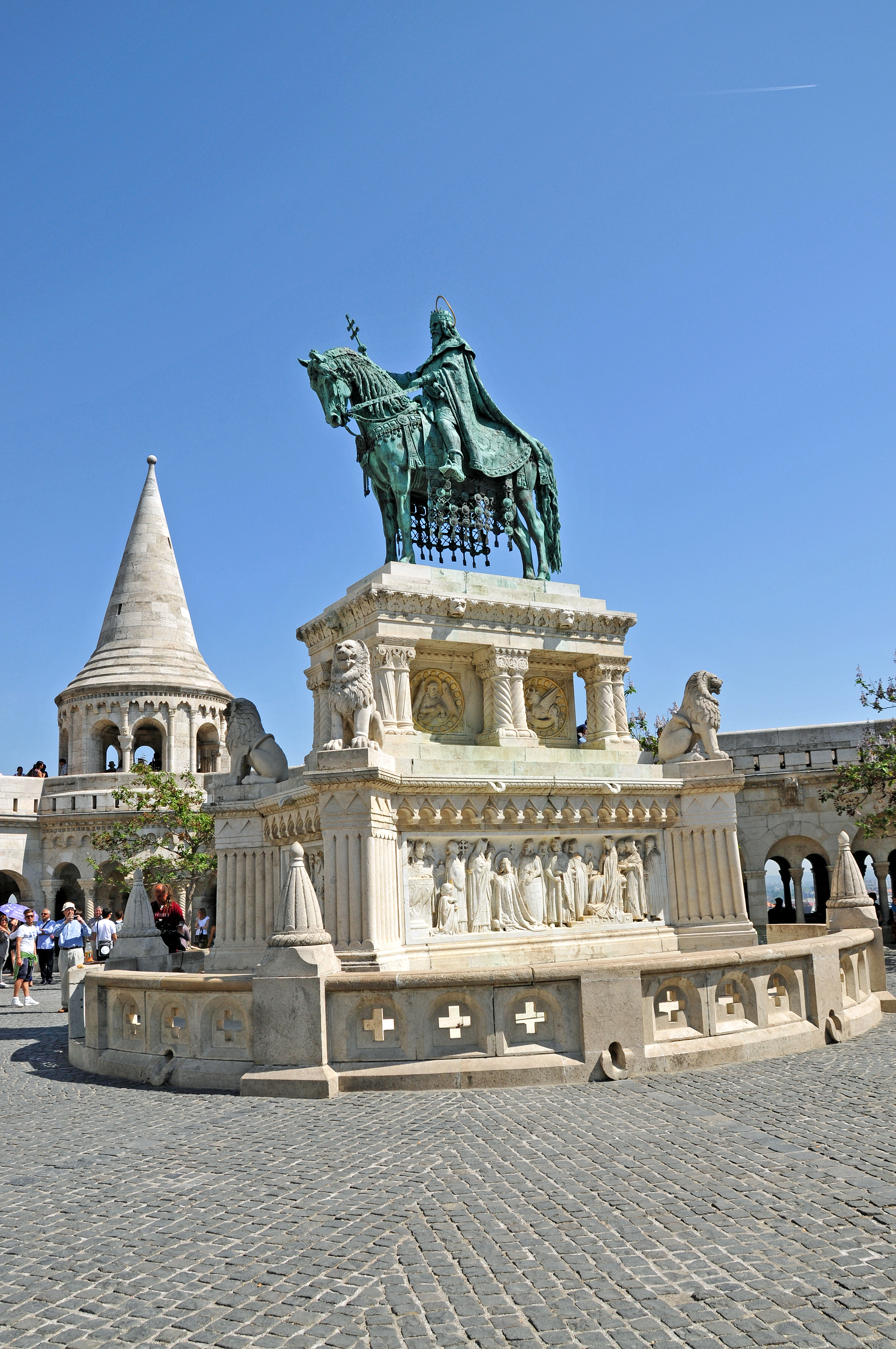
Pomník krále Štěpána před Rybářskou baštou

Když se počátkem 10. století v Panonii usadili Maďaři, stal se jedním z jejich opěrných bodů Budín (pozdější Starý Budín, maďarsky Óbuda, německy Alt-Ofen) na pravém břehu Dunaje v těsném jižním sousedství někdejšího Aquinca. Původ názvu se vykládá různě – buď ze jména Arpádova mladšího bratra Budy nebo ze slovanského výrazu, znamenajícího jeskyni.
V pozdějších dobách se stal Budín jedním ze sídel uherských panovníků (vedle Ostřihomi (Esztergom) a Stoličného Bělehradu (Székesfehérvár). Na trvalo na Budínský hrad přesídlil král Emerich Uherský v roce 1098. Za pohanské vzpoury roku 1046 byl na kopci u Budína umučen csanádský biskup Gerhard (maďarsky Gellért); jeho jménem je vrch nazýván dodnes.
Na levém břehu se Pešť poprvé připomíná k roku 1148; samo osídlení však je zjevně již slovanského původu, jak o tom svědčí jméno („pec“). Slibný vývoj však roku 1242 narušil mongolský vpád, který zpustošil celou středovýchodní Evropu. Středověké městečko lehlo popelem. Uherský král Béla IV. (Vojtěch IV.) poté přikázal stavět po celé zemi pevné kamenné hrady. Jedna z takových silných pevností vyrostla na vysokém kopci jižně od (Starého) Budína, dnešním Hradním vrchu (Várhegy). Od roku 1261 zde až do 16. století sídlili uherští králové. Kolem nového hradu se brzy rozrostlo město, které převzalo název staršího sídla v severním sousedství – Budín (maďarsky Buda, německy Ofen). V prostoru až k Gellértově vrchu vznikl tzv. Malý Budín (de facto podhradí). V roce 1230 získali obyvatelé tohoto města jisté výsady a byli osvobozeni od některých povinností, které museli obyvatelé království vykonávat. Přítomná zde byla i komunita zahraničních kupců.

## Období rozkvětu

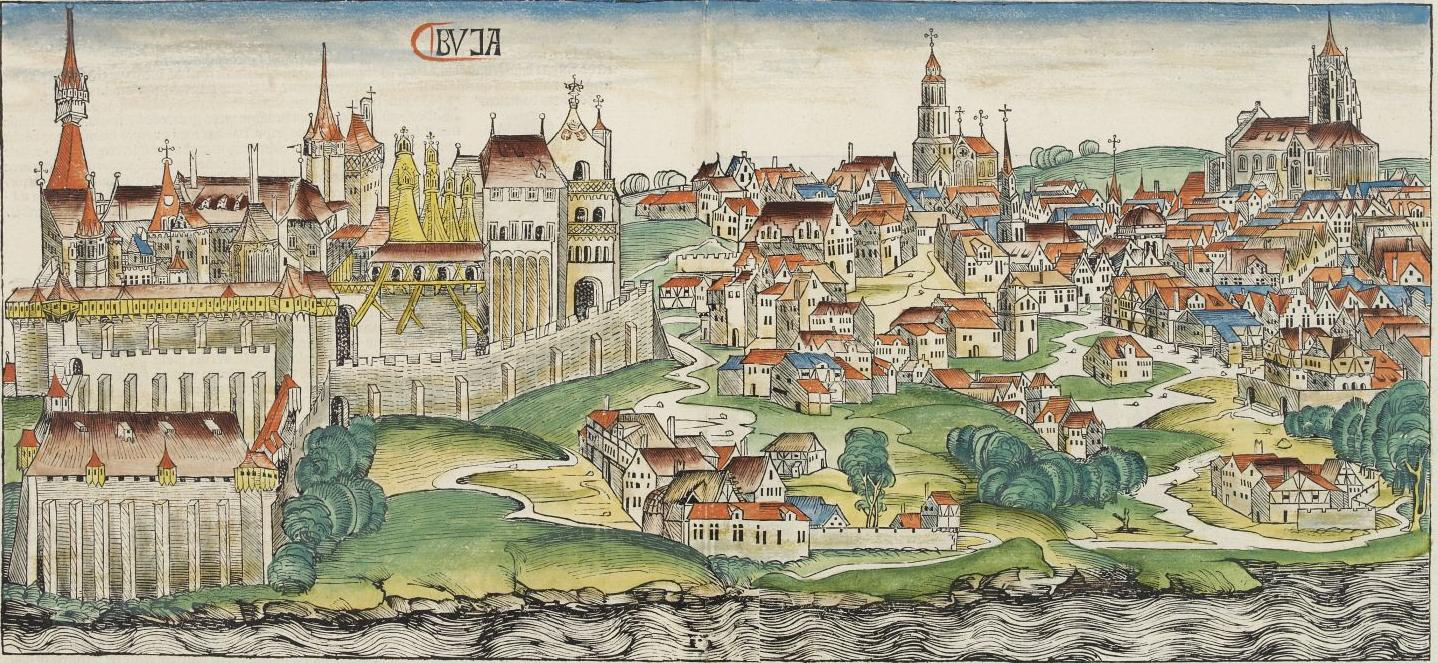
Pohled na Budín z roku 1493

Budín i Pešť vzkvétaly zejména za vlády Zikmunda Lucemburského (zřízení univerzity 1395) a Matyáše Korvína (první tiskárna 1473). Převážně na budínském hradě sídlili také v letech 1490 až 1526 čeští králové Vladislav a Ludvík. Za vlády Jagellonců čítalo budapešťské trojměstí kolem 25-30 000 obyvatel a patřilo spolu s Prahou, Vídní a Krakovem k největším sídlům střední Evropy. Město bylo důležitým střediskem obchodu s dobytkem a vínem. Žil zde značný počet německých kupců, kteří sem přicházeli především obchodovat s látkami. Ve 14. století se zde objevila kolonie florentiských kupců, kteří pomáhali se spravováním financí města. Tuto informaci lze vyčíst z cestopisu Bertrandona de la Broquière, který v polovině 15. století navštívil právě Budín. Žili zde také Židé, kteří byli vyhnáni z tehdejší Francie.
V roce 1458 byl za krále Uher zvolen Matyáš Korvín. Ten rozhodl o přestavbě Budínského hradu do renesanční podoby, do města pozval italské architekty. Nechal rovněž přebudovat Matyášův chrám. Změny doznaly rovněž i hradby Budína, které doplnily bastiony. Bránily nicméně jen blízké okolí samotného hradu, velká část obyvatel Budína žila za hradbami. I Pešť se úspěšně rozvíjela jako samostatné město. V 15. století získala postavení srovnatelné s Budínem. Vzhledem k tomu, že na přelomu 15. a 16. století bylo město poměrně přelidněné, vznikaly nové osady v jeho blízkosti.

## Turecká nadvláda

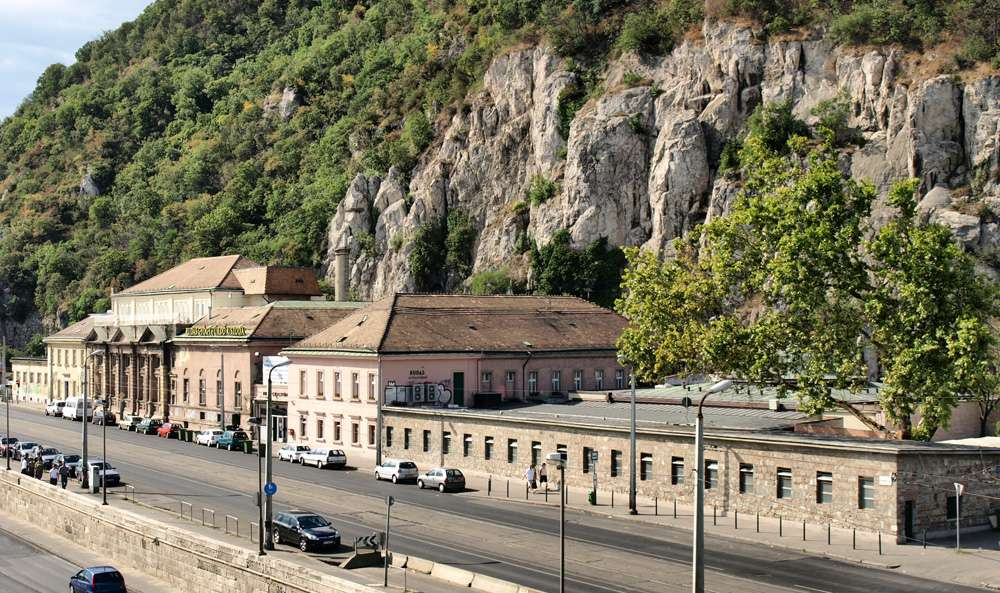
Lázně Rudas jsou jednou z dochovaných památek na osmanskou nadvládu

Po vítězství v bitvě u Moháče (Mohács) roku 1526 Turci brzy opanovali velkou část Uher. Měli mimořádný zájem o obsazení Pešti i Budína, neboť se jednalo o města relativně daleko na severu, blíže Vídni. Poprvé se v roce 1526 pokusili získat Budín útokem na lodích, nicméně neúspěšně a stáhli se do města Kalocsa. Město nicméně vyplenili a tři dny trval požár. Habsburkové bránili město před Turky dělostřeleckou palbou z okolních kopců. V následujícím roce se jej pokusili zmocnit, nicméně jejich útok byl neúspěšný.
Turci zde uspěli až roku 1541. Budínský hrad byl dobyt lstí a téměř bez boje. Budín se od té doby na jedno a půl století z metropole uherského státu stal provinčním městem – sídlem budínského pašaliku. Řada křesťanských kostelů byla změněna v mešity či zbořena. Ve městě samotném příliš nového postaveno nebylo, vznikly ale náboženské stavby a lázně. Turci nicméně zpevnili opevnění okolo Budína, slabší zdi směřovaly pouze k Dunaji a také okolo Pešti, která měla menší strategický význam. Pod tureckou vládou se rozvíjel spíše Budín, než Pešť. Samotní pašové sídlili nicméně jinde, než na budínském hradě. Ten byl využíván nejprve jako stáje a potom jako sklad střelného prachu. V roce 1578 došlo k výbuchu skladiště, což původní hrad celý zničilo. Budínským pašou byl jmenován Mustafa Paša Sokolović (původem z dnes bosenského Višegradu. Za to, že dopustil zničení Budínského hradu byl následně z nařízení sultána popraven. Předpokládá se, že při výbuchu zeměřelo několik tisíc lidí, odhady se pohybují od jednoho až do pěti tisíc.
Došlo i k podstatným změnám na obyvatelstvu města. Velký počet německých a maďarských měšťanů odešel, hlavně na sever. Místo nich se v Budíně a okolí hojně usazovali Srbové, Arméni a Řekové – podrobené národy Osmanské říše. Přišli také Židé. Nejvíce Srbů žilo ve čtvrti Taban, jižně od hradu. Dodnes srbskou minulost v Budapešti, Szentendre a jinde v okolí připomíná řada pravoslavných kostelů či místní názvy začínající na Rác (Rác je staré maďarské označení Srbů). Z křesťanské Evropy do Budína uprchlo mnoho Židů, jelikož Turci byli vůči nim tolerantnější. I po Turcích je stále možné spatřit stopy – muslimským poutním místem je dodnes mauzoleum derviše Güla Báby (Gül Baba türbe) ze 40. let 16. století ve čtvrti Rózsadomb severně od hradu. Uherské lázeňství se protklo s osmanským, došlo k rozvoji nemalého počtu koupelí. Mnohé dodnes fungující lázně pocházejí ještě z časů tureckého panství.
Budapešť v této době navštívil známý turecký cestovatel Evlia Cselebi, který přes Budín cestoval do Vidně a do dalších lokalit, které se tehdy nacházely na frontové linii střetu dvou impérií. Poznamenal si, že město bylo neúspěšně napadeno v roce 1526 a při boji o něm padl značný počet tureckých bojovníků. V Budíně se (v podhradí) nacházelo okolo tří set domů. Přes Dunaj již tehdy vedl most.
V závěru období turecké vlády žilo v Pešti 56 tisíc lidí.

## 18. století

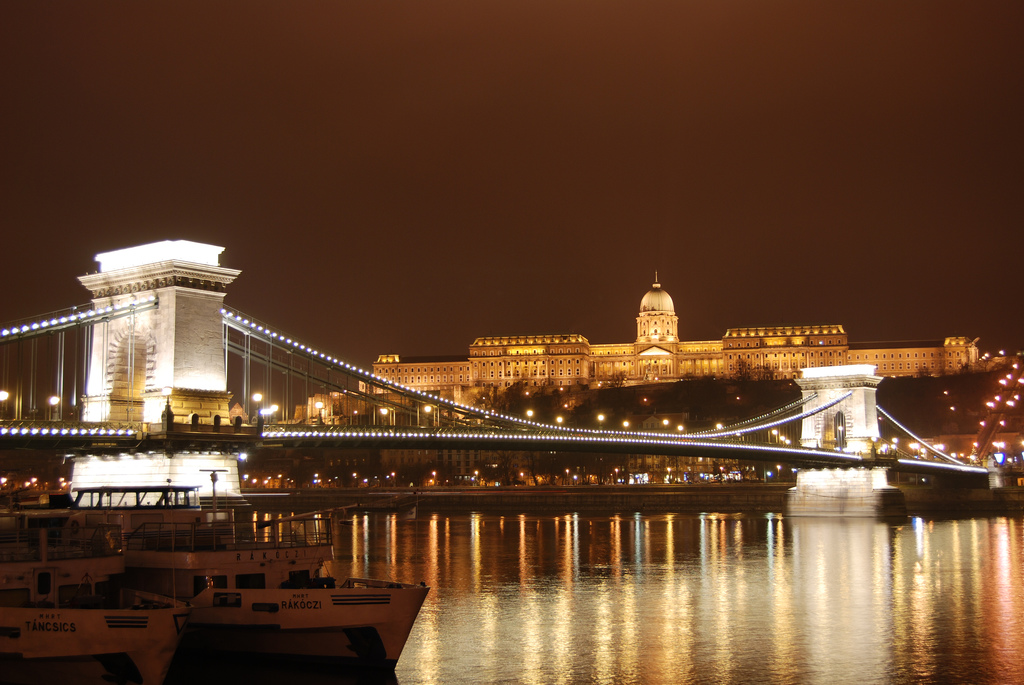
Řetězový most Széchenyi lánchíd

Obléhání Vídně v roce 1683 skončilo pro Turky nezdarem. Sultánova armáda se musela stáhnout. Byla poražena u Parkán (dnes Štúrova) a vojskům pod vedením Karla V. Lotrinského se podařilo na krátkou dobu obsadit Pešť. Vzhledem k začátku podzimu a horšímu se počasí se nicméně musela z města stáhnout. Teprve až o tři roky později byl Budín po těžkém šestitýdenním obléhání dobyt habsburským vojskem a většina Uher tak byla pod habsburskou mocí. Proti osmdesátitisícové armádě se bránilo zhruba dvanáct tisíc lidí. Při dobytí města rakouští vojáci vraždili muslimské a židovské civilisty včetně dětí. Bestiálně zavraždili 30000 civilistů, než vůdce obléhání zakázal vraždění.
Po skončení bojů však byla Budapešť městem pouze regionálního významu. Zničené město obývalo jen málo lidí. Nové domy lidé stavěli z kamene, který získávali demolicí starších tureckých hradeb. Aby nepanoval chaos, byl vytvořen systém povolování staveb, plánování a zavedeny protipožární předpisy. Bylo například rozhodnuto o zákazu stavby doškových střech a zákazu sladování odpadků v ulicích (vše v 90. letech 17. století). Místním bylo nařízeno vydláždit ulice. V roce 1720 žilo v Budíně okolo deseti tisíc lidí, v samotné Pešti potom pouhých 2,5 tisíce. Z tohoto malého počtu byla většina místních německy mluvících. V první polovině století se postupně měnil střed Pešti; mizely původní turecké domy a objevovaly se nové. Zůstala však původní uliční síť. V 70. letech 18. století došlo z rozhodnutí císařovny Marie Terzie k přestavění Budínského hradu do barokní podoby. Uskutečnily se také první volby starosty Budína. Roku 1782 bylo založeno Institutum Geometricum, předchůdce dnešní budapešťské polytechniky. Roku 1767 byl v provozu pontonový most na Dunaji.
Budapešť ještě nebyla hlavním městem Uher. Uherský sněm zasedal jen občas a především v Bratislavě, kde se nacházely i další úřady Uherského království. Sídlila zde např. i Regentská rada (vláda; maďarsky Helytartó tanács). K jeho přesídlení do Budapešti došlo roku 1785 z rozhodnutí císaře Josefa II. Slavnostního ceremoniálu se dne 14. dubna účastnila řada lidí. Ke konci 18. století měla tři města dohromady kolem 50 000 obyvatel. Začala postupně vyrovnávat ztrátu, kterou způsobily války s Turky. V roce 1790 bylo založeno předměstí Lipótváros, které se později stalo integrální součástí metropole. Na mapách prvního vojenského mapování je patrné historické centrum Pešti, Budína a k němu přiléhající Víziváros (vodní město, německy Wasserstadt; v Uhrách oblíbené označení částí měst při břehu řeky, např. Dunaje). Okolo Pešti se ještě nacházelo městské opevnění (strženo bylo v závěru 18. století). Navazující předměstí získávala podobu, která později definovala i jak budou umístěny některé radiální ulice z centra metropole (např. Rákóczi ut). V prostoru náměstí Döbrentei tér, kde se dnes nachází mimoúrovňová křižovatka při Alžbětině mostu se nacházelo podhradí. Dunaj již překlenoval most, a to v blízkosti náměstí Vigadó tér na pešťské straně. 

## 1. polovina 19. století
Projekt modernizace města připravil János Hild v roce 1805. Vytvořen byl regulační plán pro rozvoj sídla.
Na modernizaci Pešti a Budína měl velkou zásluhu hrabě István Széchenyi – kupříkladu inicioval postavení prvního (řetězového) mostu přes Dunaj, který dnes nese jeho jméno. Most vznikl v 40. letech 19. století, jen několik let po ničivé povodni, která poškodila značnou část původních domů v Pešti a vyžádala si na více než sto mrtvých. Po ní bylo také koryto řeky podstatněji upraveno. Za pomoci odborníků z Vídně byla vybudována kanalizace, která nahradila otevřené stoky. Těmi tekly splašky přímo po ulici, což znamenalo značné riziko z hlediska šíření infekčních chorob. Rovněž byly dodlážděny i zbylé ulice (většinou boční a okrajové). Výstavbu honosnějších staveb financovala v této době především maďarská šlechta. Nové stavební předpisy zajistily, aby nevznikaly domy z pochybných materiálů stavěné rizikovými postupy.
V roce 1846 dosáhla do Budapešti železnice. První trať do maďarské metrople vedla z území dnešního Slovenska ze Štúrova přes Vác. První budapešťské nádraží se jmenovalo Pešťská odjezdová budova (maďarsky Pesti Indóház) a stálo v místě současného nádraží Nyugati pályaudvar. Výstavba loděnic na Dunaji odstartovala industrializaci města, která se odehrávala později, v druhé polovině 19. století. V hospodářství města nicméně začal dominovat potravinářský průmysl. Existovala rozsáhlá síť parních mlýnů. Jejich vznik inicioval rovněž Széchenyi, především Pešťská mlynářská společnost, která byla významným investorem a držitelem akcií řady dalších firem. Otevření předlitavského trhu pro zalitavské farmáře znamenalo cestu k prospěritě; železnice umožnila spolu s paroplavbou po Dunaji vyvážet velké objemy potravin směrem na západ.
Za maďarské revoluce v letech 1848/1849 byla Budapešť centrem dění. Revoluční mládež obsadila tiskárnu Landerer & Heckenast a inspirována neklidem ve Vídni vytiskla program 12 politických bodů, který byl vylepován na velkých plakátech různě po celém městě. Později rakouská vláda na řadu požadavků přistoupila, čímž z Uher učinila téměř nezávislý stát. V této době byla také zdejší tři města nakrátko sjednocena, ale po potlačení povstání bylo toto nařízení odvoláno. Ústupnost rakouské vlády však nebyla inspirována vyšší mírou samostatnosti Uher, ale nestabilitou jak doma, tak i na hranicích (probíhaly např. boje v severní Itálii apod.). Jakmile se situace stabilizovala, žádala vláda ve Vídni odvolání 12 bodů pod pohrůžkou vojenské akce. Uherský sněm toto odmítl a rakouská armáda následně na město zaútočila. V Uhersku byla vyhlášena mobilizace. Rakouské vojsko pod vedením Josipa Jelačiće v Budapešti neuspělo. Později se však podařilo město nakonec obsadit, ale až po těžkých bojích. Rakouské vojsko během nich zničilo řadu úředních budov, které v Budapešti tehdy stály.

## 2. polovina 19. století
Později na Gellértově vrchu vyrostla mohutná citadela, jejíž děla měla zastrašit[zdroj?] vzpurné Maďary. Maďaři po tzv. rakousko-maďarském vyrovnání v roce 1867 požadovali demolici Citadely. Rakouská vojenská posádka opustila pevnost až v roce 1897; tehdy byla symbolicky poškozena zeď nad hlavní bránou, vybráním zdiva do písmene V.
Když byla uznána existence maďarského státu v rámci Habsburské monarchie, již nic nebránilo sjednocení měst. Před Vánoci 1862 podepsal císař František Josef I. dekret o sjednocení všech tří měst. Pešť, Budín a Starý Budín byly sloučeny 1. ledna 1873 do jednoho správního celku. V této době žilo v obou sjednocujících se městech 280 000 obyvatel. Město získalo nové symboly včetně znaku. Jeho starostou (primátorem) se stal Ráth Károly. Vzhledem k tomu, že město Pešť bylo větším, měl být původní název města Pest-Buda. Tato skutečnost měla klást důraz na to, že Pešť je významnější než Budín. Protože se takové spojení ukázalo být v maďarštině hůře vyslovitelné a nepraktické, uchytil se nakonec název Buda-Pest, později spojený bez pomlčky do jednoho slova. Propagátorem současného názvu byl István Széchenyi. 
Spojení obou měst do jednoho celku se uskutečnilo tak, že obě části byly vnímány rovnoprávně. Budín byl sídlem krále, zatímco Pešť hospodářským centrem (a také centrem stejnojmenné župy). Prvním primátorem sjednoceného města se stal Károly Kamermayer. Jako den města se dnes připomíná první zasedání rady (kolektivní vlády) sjednocené metropole, které se uskutečnilo dne 17. listopadu 1873. V roce 1872 také přijalo město velkolepý územní plán, který vydláždil cestu budoucímu rozvoji města. Předpokládal vznik veřejných staveb, ale i širokých bulvárů. Jen na břehu Dunaje měla vzniknout 3 kilometry dlouhá třída. Autorem projektu byl Lajos Lechner Projekt předpokládal vznik radiálních a okružních tříd.

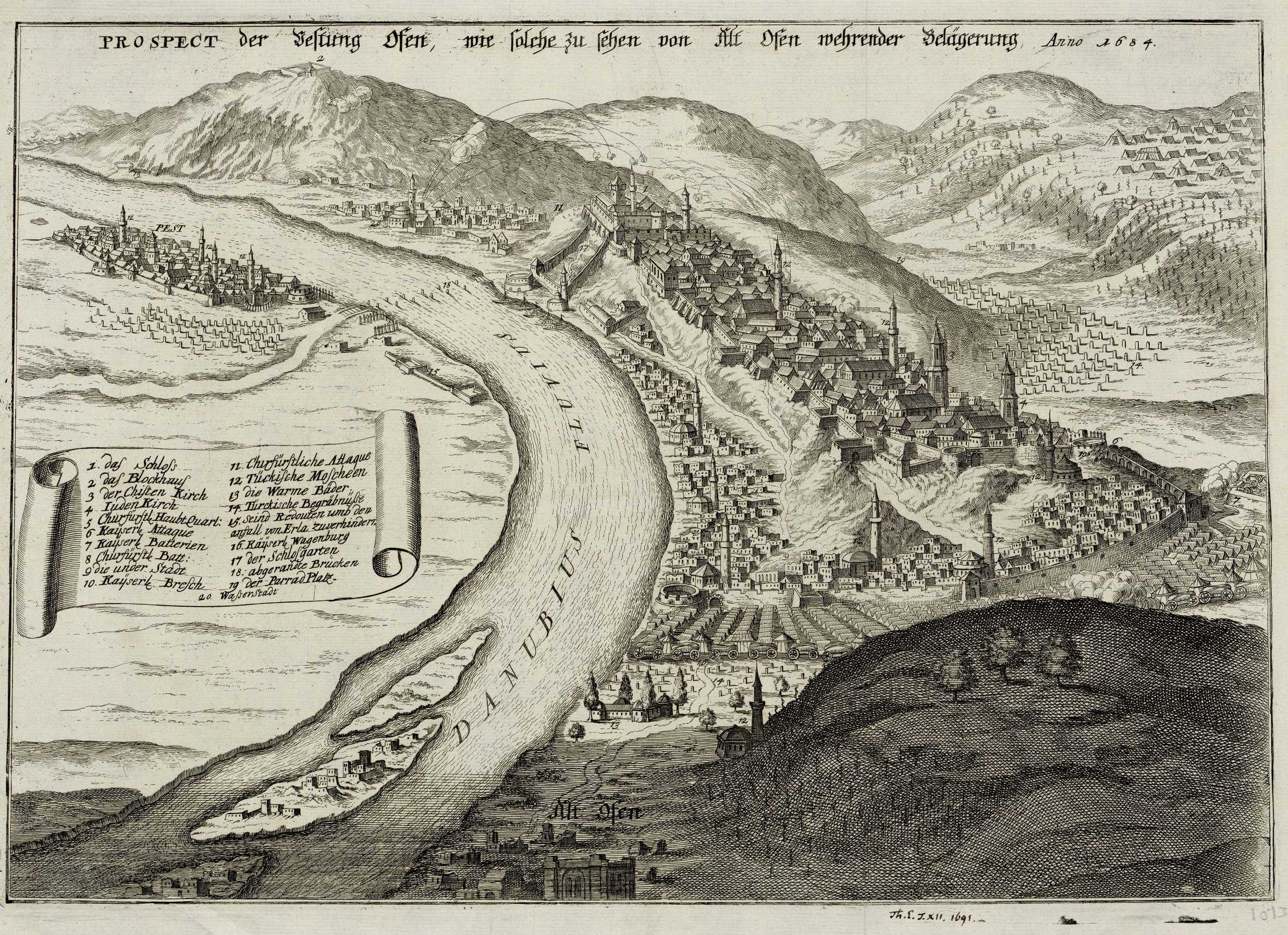
Budín a Pešť v roce 1684.
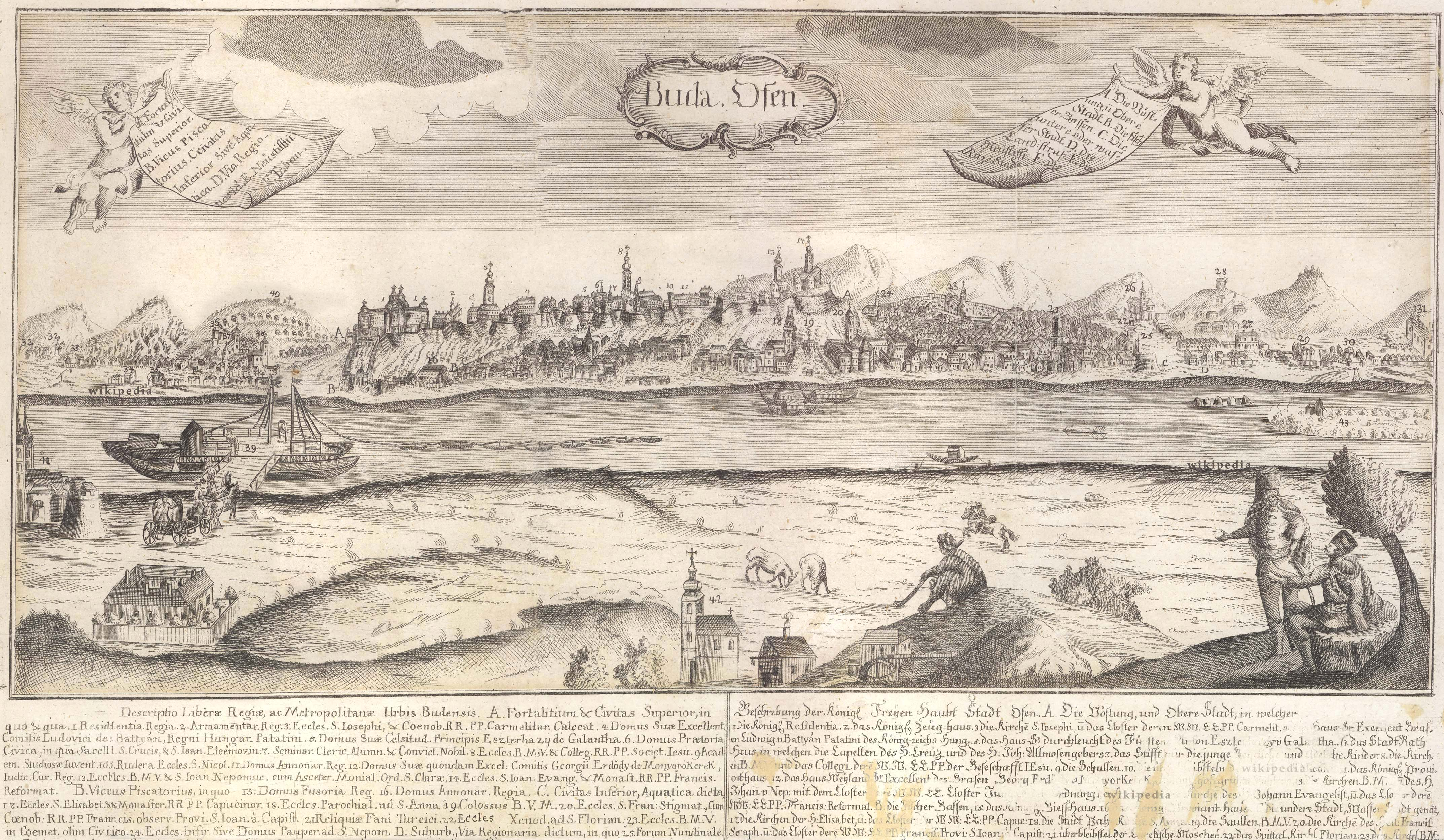
Budín v polovině 17. století
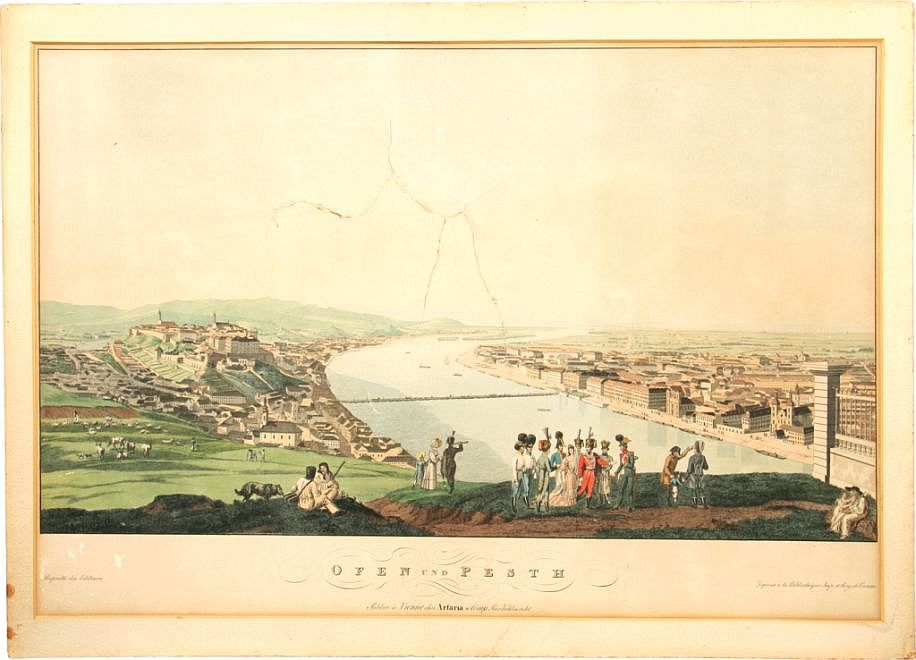
Pohled na obě města v 30. letech 19. století.
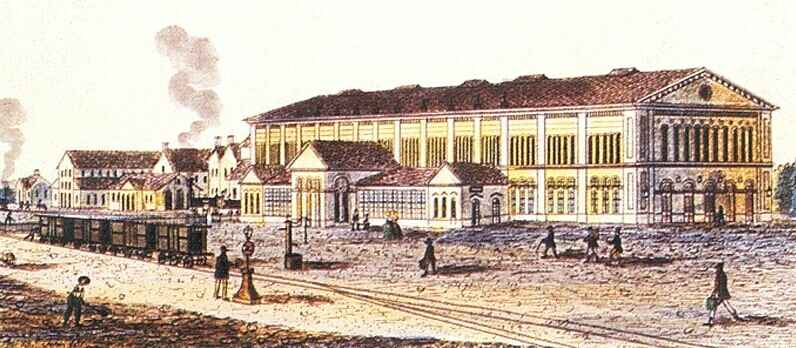
První pešťské nádraží v roce 1846.
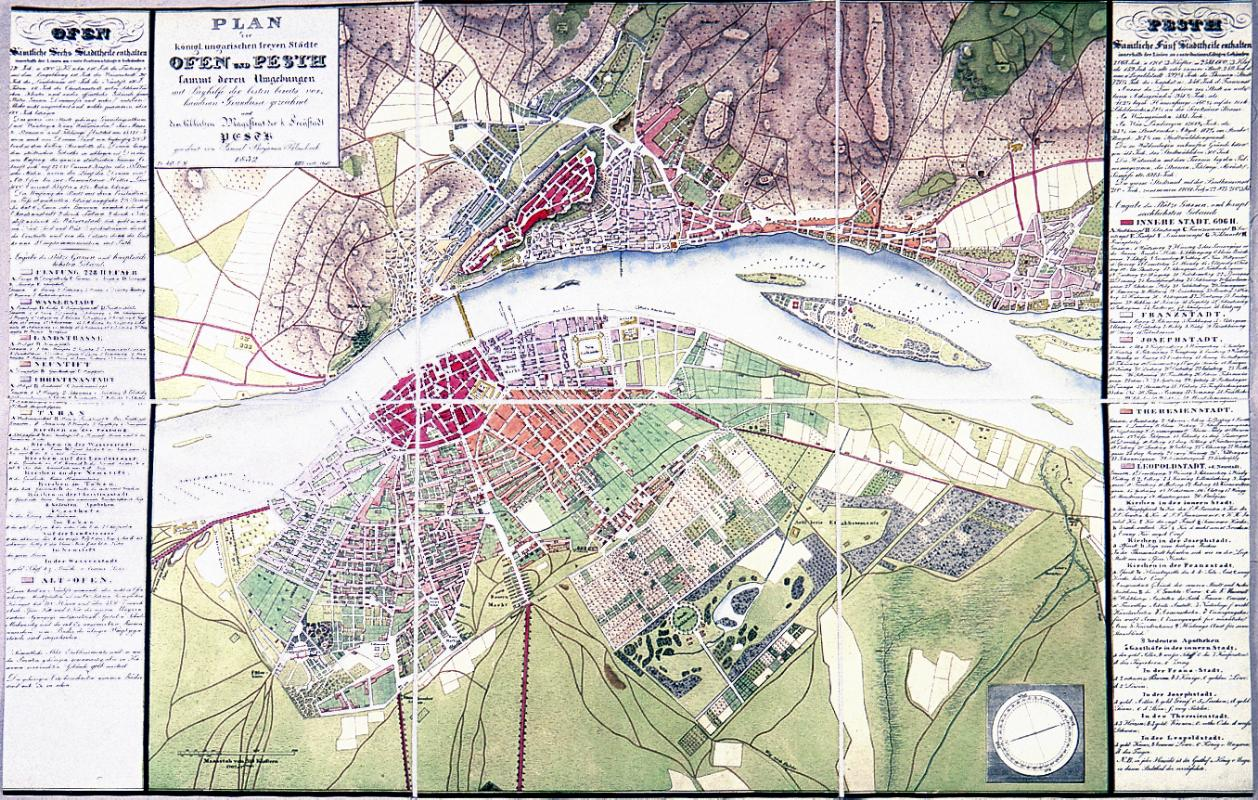
Mapa města z roku 1832.
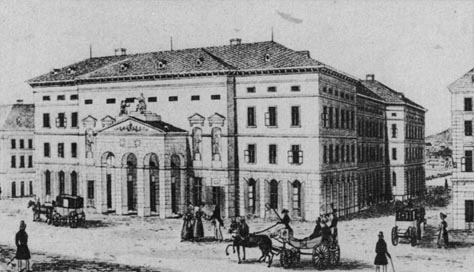
Budova národního divadla v 30. letech 19. století.
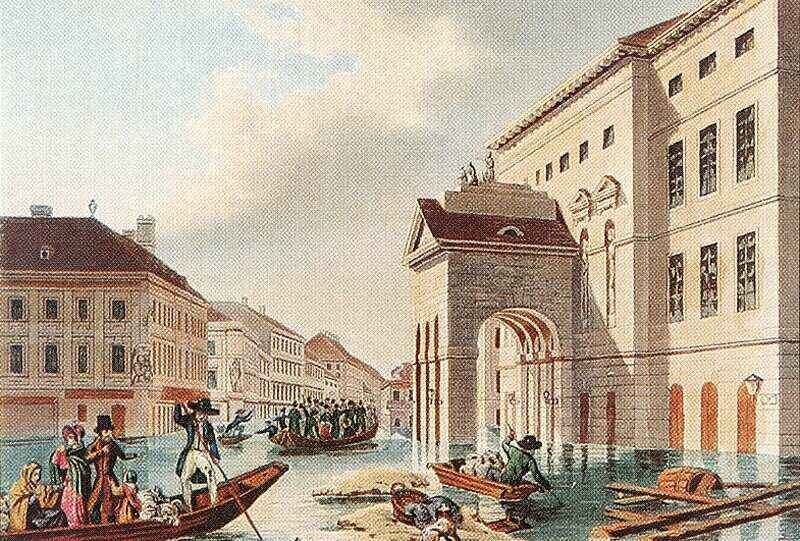
Povodeň z roku 1838.
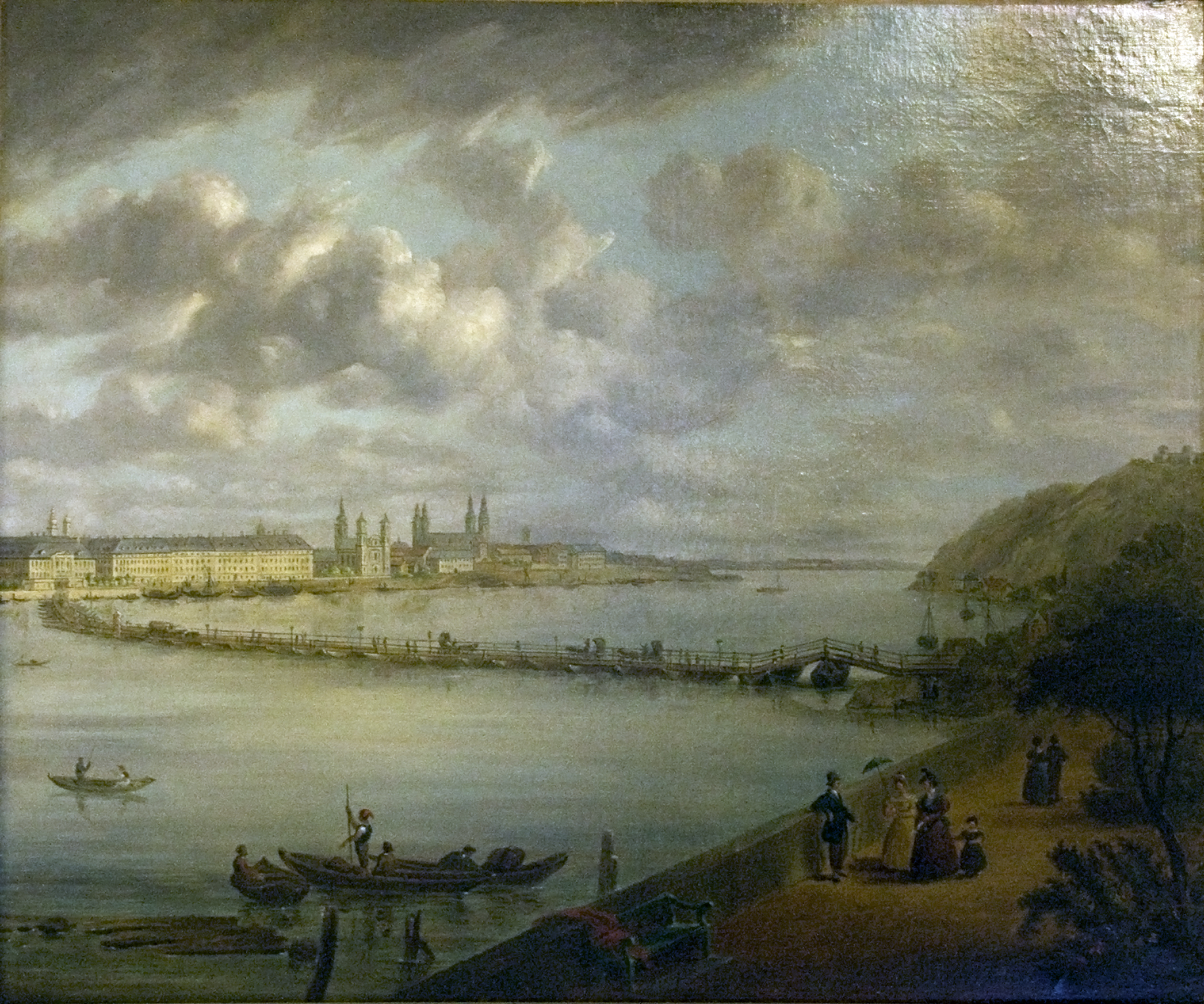
Pontonový most, předchůdce Řetězového mostu v roce 1834.

Budapešť v roce 1884.

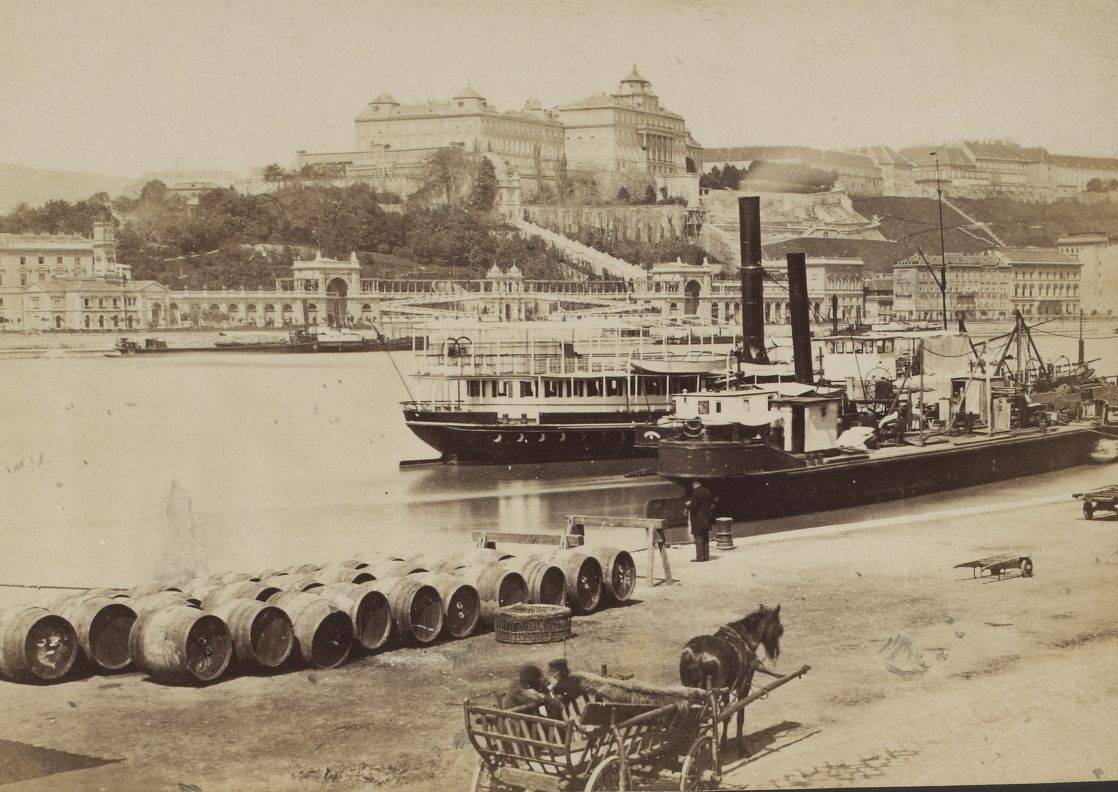
Budínský hrad v 80. letech 19. století.

Zejména Pešť se rychle proměnila v evropské velkoměsto soupeřící s Vídní. V celém Maďarsku neexistovalo město, které by se jí mohlo rovnat. Celá společenská elita země se koncentrovala v hlavním městě, působila zde např. 1/4 všech uherských lékařů. Rovněž zde bylo v provozu šest divadel.
V roce 1874 byla dána do provozu ozubnicová dráha na severozápadním okraji města. O čtyři roky později získala uherská metropole i elektrické osvětlení, do roku 1910 bylo rozšířeno do celého města. V 70. a 80. letech 19. století byla vybudována také všechna velká budapešťská nádraží. Na ostrově Csepel vznikly zbrojní závody, které zaměstnávaly přes tisíc lidí.[zdroj?]
Z obou bývalých měst lépe sjednocení využila Pešť, která měla lepší možnosti kam se rozrůstat. Rada pro veřejné práce připravila rozsáhlý plán rozvoje města, kde byla narýsována budoucí uliční síť, nová náměstí a bulváry. Velkolepé historizující budovy a paláce, dnes památkově chráněné a navštěvované turisty, vznikly především tam. V roce 1864 byla např. postavena nová budova Akademie věd. V samotné Pešti vyrostly široké bulváry (např. Nagykörút, Sugár út (dnes Andrássy út)) a náměstí (např. Oktogon, Deák Ferenc tér, Hősök tere). Druhé uvedené bylo realizováno dle vídeňského Heldenplatzu. Volný prostor byl obklopen novými muzei, např. Muzeum výtvarného umění, otevřeno roku 1905) V západní části města potom vznikaly další velkolepé stavby, např. ikonická budova parlamentu (maďarsky Országház). Chrám sv. Štěpána v centru města byl budován téměř celé 19. století. Byl dokončen až roku 1905. Předměstí doplnily zelené parky (např. Városliget). Roku 1896 první metro na evropském kontinentu. V roce 1913 začala výstavba prvního budapešťského letiště – v Mátyásföldu (v současnosti 16. obvod) a s ním vznikly i závody na letadla a letecké motory. V červnu 1918 vzlétl první letoun na trase Budapešť – Vídeň.
Velkorysá výstavba vyvrcholila roku 1896 oslavami tisícího výročí příchodu Maďarů do vlasti. Při příležitosti oslav bylo dokončeno několik dalších budov, např. Divadlo komedie, Umělecká galerie a Muzeum užitého umění. Slavnostní zasedání Uherského sněmu se uskutečnilo ještě v nedokončené budově parlamentu.
Počet obyvatel Pešti během 19. století vzrostl dvacetkrát. Stále intenzivnější byl ke konci století. Kromě Maďarů tvořili značnou část obyvatelstva Němci a Židé, velký byl i příliv Slováků a příslušníků jiných národností z celé země. V roce 1910 měla Budapešť 881 tisíc obyvatel. Takový rychlý nárůst obyvatel však měnil národnostní strukturu města; příliv bývalých rolníků a nyní továrních dělníků z maďarského venkova umocnil maďarský prvek na úkor ostatních národnostních menšin celého Uherska. Tato skutečnost se zvlášť nápadně projevila na německé komunitě, jejíž podíl klesl na cca 9 % na přelomu 19. a 20. století. Němčina byla na počátku 19. století přitom jeden z dominantních jazyků. 23 % obyvatel se hlásilo k této době k židovství. Jako centrum státu a centrum nákladní dopravy se Budapešť stala klíčovým překladištěm především obilovin a dalších potravin. Hlavní nákladní trasy proto směřovaly z Budapešti především do Předlitavska.
I přes skutečnost, že z malého souměstí vzniklo šesté největší město Evropy své doby, i Budapešť trpěla výstavbou nuzných kolonií na okraji města, žebráctvím a v mnoha případech i chudobou. Aktivní byly již v té době početné charitativní organizace.

## První světová válka
Vypuknutí války bylo mezi maďarským obyvatelstvem přijato vřele. I v Budapešti se uskutečnila všeobecná mobilizace. Původně krátký konflikt se však stále prodlužoval, což dopadalo na morálku obyvatelstva. Ve městě až na menší investice ustal rozvoj, nestavěly se žádné větší objekty, dokončovaly se pouze ty dosud rozestavěné. V posledních letech konfliktu rostla nespokojenost s každodenní situací, nicméně situace nebyla tak dramatická jako v Předlitavsku. Díky zákazu vývozu potravin do Rakouska netrpěla Budapešť hladem v takové míře, jako např. Vídeň nebo Praha. I zde však na podzim roku 1918 vypukly demonstrace dělníků a později i bývalých vojáků. Revoluční nálada, která byla typická pro celé Rakousko-Uhersko, byla podhoubím pro budoucí ještě horší politickou nestabilitu.
Dne 28. října 1918, kdy již bylo všem Maďarům jasné, že válka je ztracena, vyšel několikasethlavý dav pod vedením Mihály Károlyho k budínskému hradu. Zde se střetl s četnictvem; zahynulo celkem pět lidí a několik stovek bylo zraněno. Později byla událost pojmenována jako Bitva o Lanový most (maďarsky Lánchídi csata).

## Meziválečné období
Porážka v první světové válce a rozpad Rakousko-Uherska znamenaly těžký otřes. Astrová revoluce, která se odehrála právě v Budapešti v období shodném s vznikem Československa, znamenala konec monarchie a vznik Maďarské demokratické republiky. Město ztratilo vyčerpávající válkou vše ze své noblesy a výstavnosti typické pro první desetileté 20. století, nastoupil naopak strach a politická nestabilita. V roce 1919 se moci v zemi chopili komunisté pod vedením Bély Kuna. Ti v Budapešti zakryli symboly monarchie rudými vlajkami, pokud je přímo nenechali odstranit. Nařídili také rozšířit hranice města a připojit blízká průmyslová předměstí. Systém samosprávy Budapešti měl být podstatně zjednodušen. Po jejich vládě nastoupilo období tzv. Bílého teroru. V roce 1919 bylo město na krátko obsazeno rumunským vojskem, vojáci do metropole vkročili na počátku března 1919 a odešli v listopadu téhož roku.
Nové Maďarsko vzniklé z trosek Uherského království bylo ve své rozloze menší, zabíralo třetinu rozlohy z mnohonárodnostního uherského státu. Budapešť jako metropole velkého státu se nyní jevila poněkud zbytnělou hlavou na malém těle. Polovina ekonomického výkonu nového státu se nacházela buď v Budapešti nebo jejím blízkém okolí. Kvůli demilitarizaci maďarského průmyslu, schválené v Trianonskéd dohodě, musely zbrojovky přejít na civilní výrobu. Dotklo se to i ocelářských a kovodělných závodů Manfreda Weisse: po válce začaly vyrábět např. obráběcí stroje, šicí stroje, pece, trubky, později letecké motory, jízdní kola a traktory. Technický pokrok své doby dorazil i do Budapešti. Stejně jako v jiných městech i zde byl zahájen provoz pravidelné autobusové městské dopravy. První linka byla dána do provozu v roce 1922 (tři roky dříven než Praha). Jedno z ramen řeky Dunaje bylo upraveno tak, aby na něm mohly kotvit lodě. Ve 30. letech byl dobudován další nový most, pojmenovaný původně po Miklósi Horthym. Roku 1933 potom vyjel první trolejbus. Zahájena byla i meziměstská letecká doprava, např. do Varšavy. Roku 1939 byla také zahájena výstavba letiště Ferihegy.

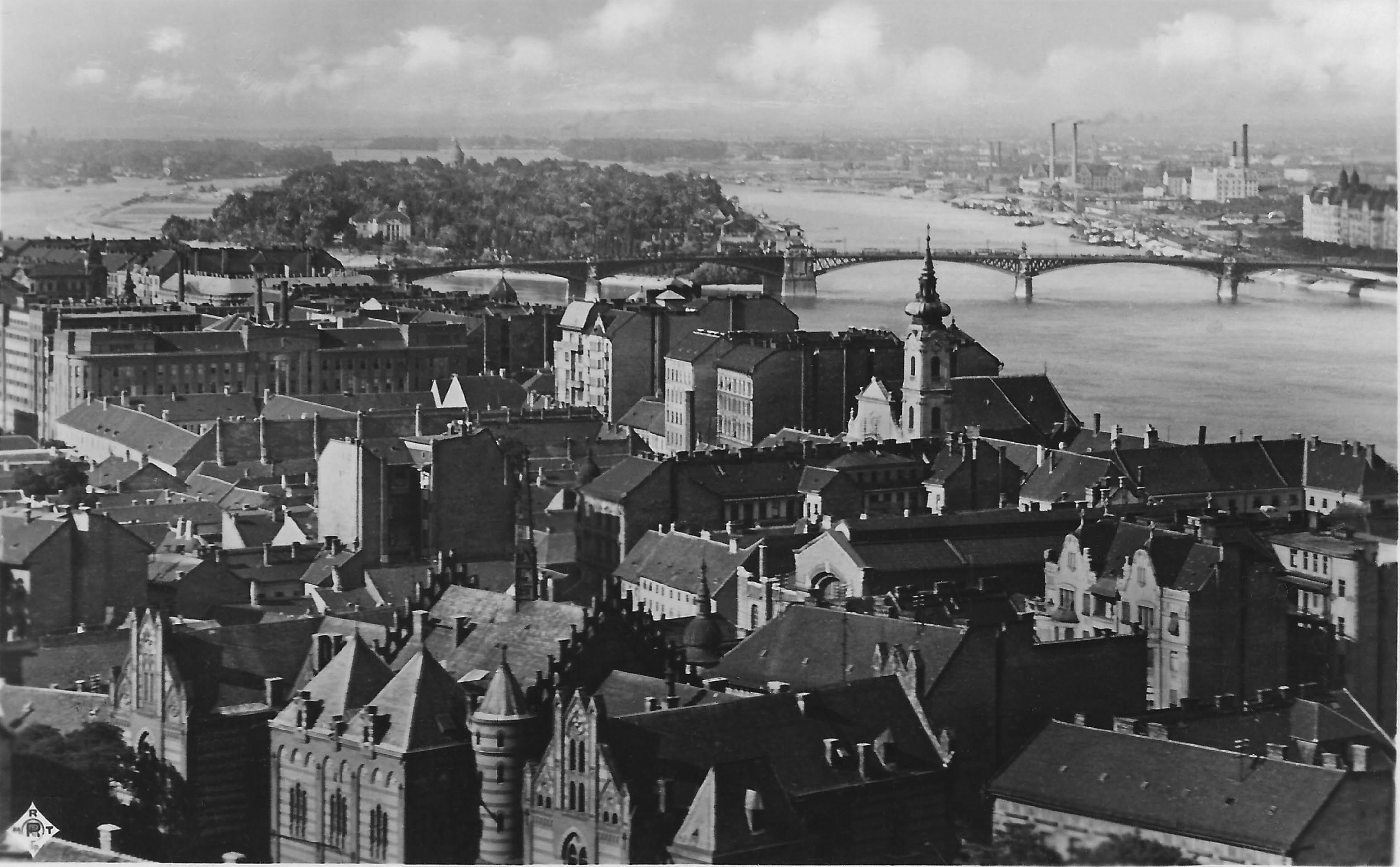
Budapešť v roce 1930.

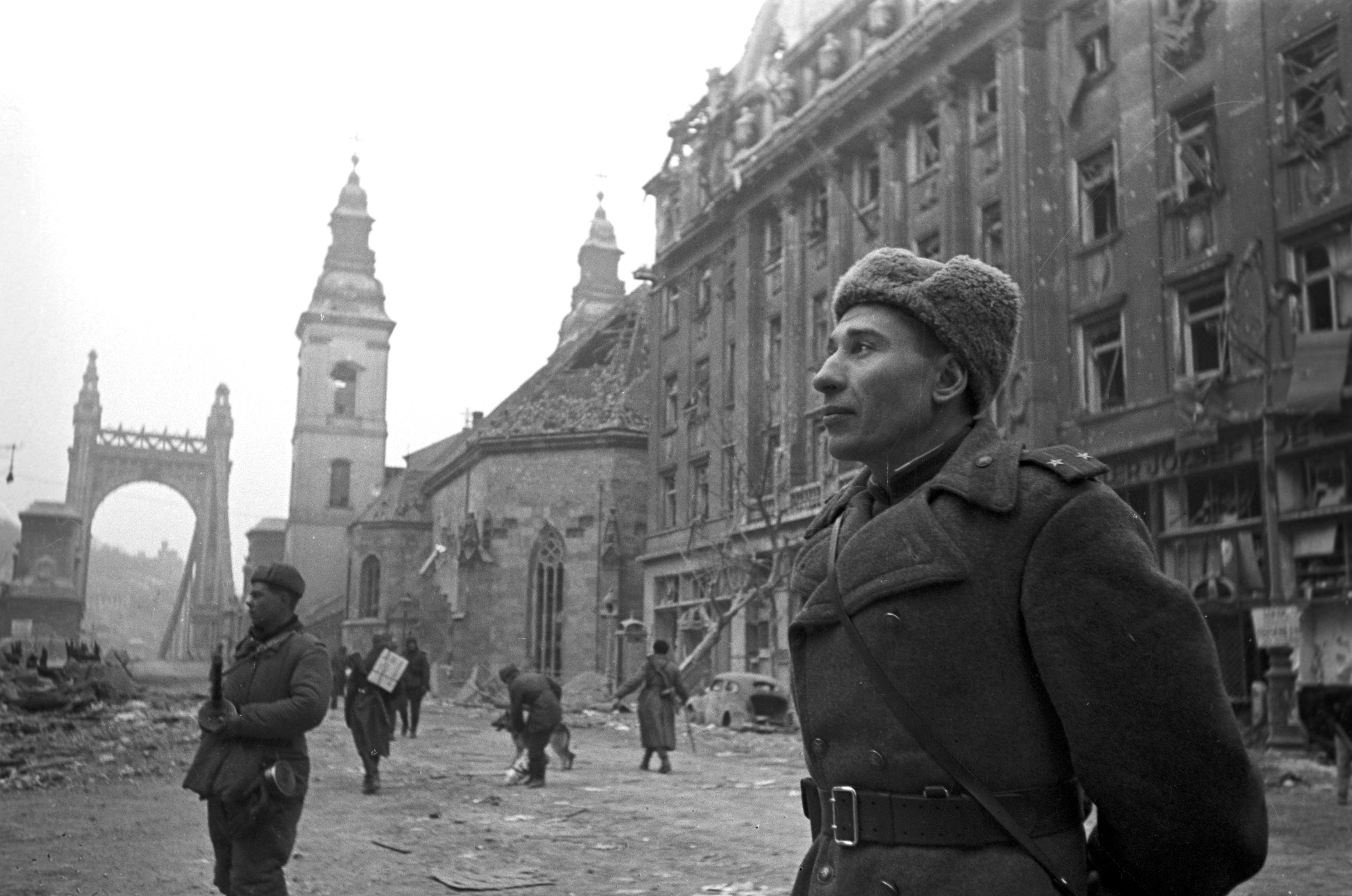
Sovětští vojáci v ulicích zničeného města.

Přesto však rozvoj Budapešti pokračoval. Přibývala rozsáhlá předměstí běžných činžovních domů; objevila se i hodnotná urbanistická řešení, jako Wekerleho sídliště (Wekerletelep) z 20. let. Roku 1930 překročil počet obyvatel hranici jednoho milionu. Před druhou světovou válkou žilo v hlavním městě 1,6 milionu lidí, což znamenalo 18 % obyvatel celého zmenšeného státu. Město se díky novým hranicím dodatečně maďarizovalo a zmizel kosmopolitní prvek, typický pro přelom 19. a 20. století. Vzhledem k hospodářskému šoku po válce, stagnaci během 20. let a krizi v letech třicátých se Budapešť stala pro mnohé Maďary jedinou šancí na lepší životní podmínky, a tak se ve velkém sestěhovávali z vesnic do metropole. Město tak po nějakou dobu "praskalo ve švech". Panovala velká krize ohledně dostupnosti bytů. V závěru 30. let a na počátku let čtyřicátých představovala Budapešť bezpečné útočiště pro Židy z Německa a Rakouska, kde byli vystaveni tzv. rasovým zákonům. Navíc Budapešť byla v celé Evropě známá pro poměrně početnou židovskou komunitu. Od roku 1942 utíkali do Budapešti i Židé ze Slovenska. Celkem šlo o jednotky tisíc lidí.

## Druhá světová válka
Maďarské obyvatelstvo očekávalo od války odčinění přísných podmínek, se kterými země musela souhlasit na konci první světové války. Doufalo v změnu státních hranic a obnovu alespoň části předválečných Uher. Až do roku 1944 byla situace ve městě relativně klidná.[zdroj?]
Na podzim 1944 nicméně hrozilo, že by maďarská vláda podepsala separátní mír. Proto se Němci rozhodli provést v Maďarsku převrat. Budapešť byla obsazena německým vojskem. Tanky zaujaly strategické pozice ve městě a ustanoven byl nový režim Strany šípových křížů. V celém Maďarsku, a také v Budapešti, zavládl teror. Již v polovině října 1944 začaly protižidovské pogromy. Nejen z Budapešti, ale z celého Maďarska bylo "odesláno" na podzim roku 1944, do koncentračního a vyhlazovacího tábora Auschwitz Birkenau (Osvětim Březinka), na 438 000 maďarských Židů, z nichž se vrátilo zpátky jen několik desítek. Budapešťští Židé byli jedni z posledních v Maďarsku, kteří byli posláni do vyhlazovacích táborů.
Němci očekávali, že Sověti dosáhnou Budapešti v krátké době a proto připravovali destrukci strategicky významných objektů ještě před příchodem Rudé armády. Nechali proto pod některými mosty umístit nádoby s plynem nebo výbušninami. Vinou nehody však došlo k explozi a zničení části Margaretina mostu ještě na podzim 1944.
Rudá armáda dosáhla východních předměstí Budapešti v listopadu 1944. Původní plán obsadit město dne 7. listopadu na výročí Říjnové revoluce ztroskotal kvůli špatnému počasí. O Vánocích se jí podařilo úspěšně obklíčit Pešť. Ustupující německá armáda se na počátku roku 1945 stáhla přes řeku do Budína a nechala do povětří vyhodit všechny mosty přes Dunaj. Pokračovala trvrdá obrana na druhém břehu řeky. Zejména Hradní čtvrť byla dělostřeleckou palbou téměř srovnána se zemí. Osvobozování města (tzv. Budapešťská operace) během zimy probíhalo dlouho, civilní obyvatelstvo těžce strádalo, bylo vystaveno hladu a krutým podmínkám. Pešť byla osvobozena v lednu 1945, druhý břeh Dunaje potom na začátku února. Město bylo dobyto Rudou armádou 13. února 1945. Německých a maďarských vojáků padlo 19 tisíc. Sovětských okolo sedmdesáti tisíc.
V zimě 1945/1946 vypukl v Budapešti v krutých poválečných podmínkách hladomor, který se projevil i značným počtem mrtvých kvůli podvýživě, především dětí.

## Za komunistické vlády
Poválečná obnova byla vzhledem k totálním škodám mimořádně nákladná. Ihned byla zahájena přestavba Budínského hradu, významných kostelů (např. kostela svatého Matyáše) a dalších staveb, které těžce utrpěly. Ze zničených budov se do Pešti přestěhovaly především úřady (které zde natrvalo zůstaly) a budínský hrad byl předán kulturním institucím. Historická budova maďarského parlamentu nebyla za války významněji poškozena. 
Mimořádnou pozornost věnoval stát také obnově průmyslu, který byl znárodněn a část z továren přešla dokonce do vlastnictví SSSR na základě reparací. Znárodněny byly některé starší provozy; např. továrna na výrobu karoserií založená v roce 1933 byla reoganizována a později se z ní stal závod Ikarus vyrábějící autobusy pro východní Evropu.
Roku 1949 byla znovuzprovozněna příměstská železnice (HÉV) a trolejbusová doprava. Letiště Ferihegy bylo na přelomu 40. a 50. let předáno pro civilní využívání, lety odsud byly ale vypravovány jen do východoevropských států. Jedním ze symbolů obnovy města byla výstavba nových mostů přes Dunaj, které byly strženy během války. Nejprve byly zbudovány alespoň dočasné mosty (tři silniční a jeden železniční). V zimě jeden z nich poničily kry. Již v roce 1946 byl postaven Kossuthův most (v roce 1960 odstraněn; jeho východní konec směřoval k budově parlamentu a ke Kossuthovu náměstí). První čtyři mosty byly obnoveny do roku 1950. Arpádův most na severním okraji města byl otevřen roku 1950 a Alžbětin most byl jako jeden z posledních obnoven roku 1964, ač jako most prostý původních historizujících prvků.
Ve stejnou dobu se také realizovala v Budapešti i nová výstavba, plně v duchu tehdejší ideologie. Vznikly domy a stavby odpovídající myšlenkám tzv. socialistického realismu. Jednalo se například o lidový stadion (maďarsky Népsztadion), ale například i o obytné soubory (u ulice Kerepesi ut) apod. Maďarská metropole měla také vlastní sochu Stalina. Na Stalinovy narozeniny byla také obnovena trolejbusová doprava.
V roce 1950 bylo zavedeno dodnes platné správní členění města. Bylo připojeno 16 vesnic a 7 měst. Počet správních obvodů ve městě vzrostl ze 14 na 22, rozloha se téměř zdvojnásobila a počet obyvatel se zvýšil o 60 procent. Nové obvody byly číslovány podle směru hodinových ručiček. Cíle změny byly politické: jejím účelem bylo dosáhnout vyššího podílu dělníků a zemědělsců na počtu obyvatel města a zaručit komunistům vítězství v příštích volbách. Rozvoj oblastí spojených s městem začal nicméně až v 60. letech 20. století. Pro válkou poničenou zemi však představovala Budapešť i tak značný magnet, což vedlo k prudkému nárůstu obyvatel metropole. Vláda se toto rozhodla řešit tím, že se lidé mohli stěhovat do metropole pouze na povolení. To však nebylo dodržováno, naopak metropole začala trpět nedostatkem bytů a přelidněností.
Na podzim 1956 se právě Budapešť stala centrem revoluce, která se pokusila o odstranění komunistické moci. Byla zničena socha Stalina, z níž po pádu postavy zůstaly pouze boty. Lidové povstání bylo krvavě potlačeno sovětskými tanky v uličních bojích.
Konsolidovaný režim Jánose Kádára od 60. let podnikl v zemi určité liberální ústupky, čímž si vysloužil přezdívku „gulášový socialismus“. Díky tomu byla Budapešť vnímána jako trochu liberálnější metropole z hlavních měst zemí RVHP. Ekonomika země se orientovala více na spotřební zboží a zajištění potřeb obyvatelstva; vznikaly nové obchodní domy (např. Skala a další). Opraveno bylo historické centrum města a otevřeny nové hotely. Rozvoj metropole však probíhal v dost podobném rámci, jako tomu bylo např. u Prahy, Varšavy nebo Sofie a Bukurešti. Okolí města zaplnila velmi rychle panelová sídliště (Újpest, Rákosfalva, Kelenföld, Újpalota, Gazdagrét a další).
Za pomoci SSSR bylo vybudováno metro, ne nepodobné pražskému. Modernizován byl také i železniční uzel. Jižní nádraží např. získalo zcela novou budovu. V roce 1974 překročil počet obyvatel maďarské metropole hodnotu dvou milionů.
Historické památky v centru města se staly v roce 1988 součástí světového dědictví UNESCO. Roku 1986 byl otevřen závodní okruh Hungaroring nedaleko metropole.
Od 90. let 20. století potom vznikal dálniční okruh okolo města.
V polovině 80. let dosáhla Budapešť největšího počtu obyvatel (2,1 milionu); od té doby se toto číslo pomalu snižuje.

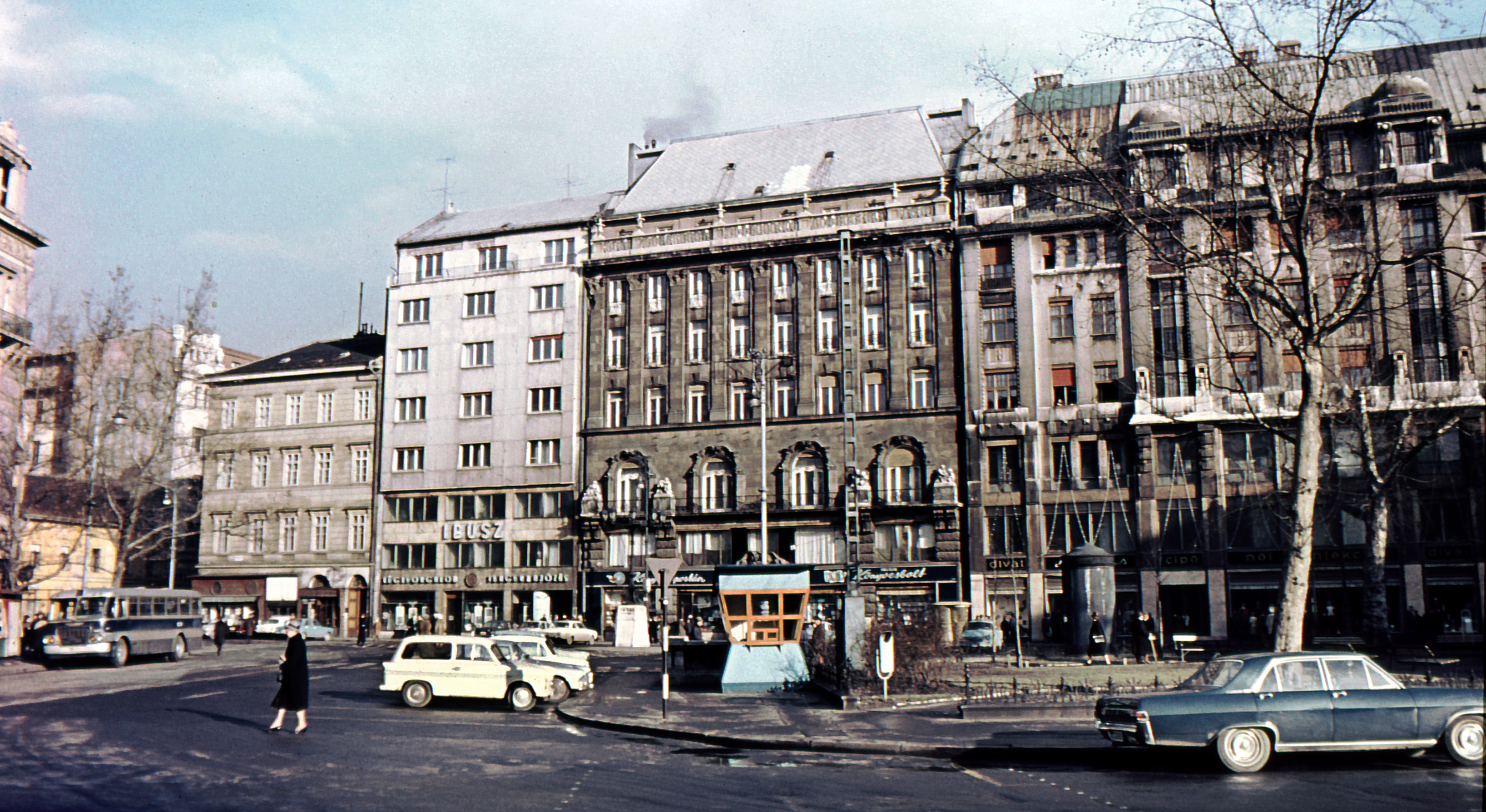
Náměstí Vörösmarty tér v roce 1960.
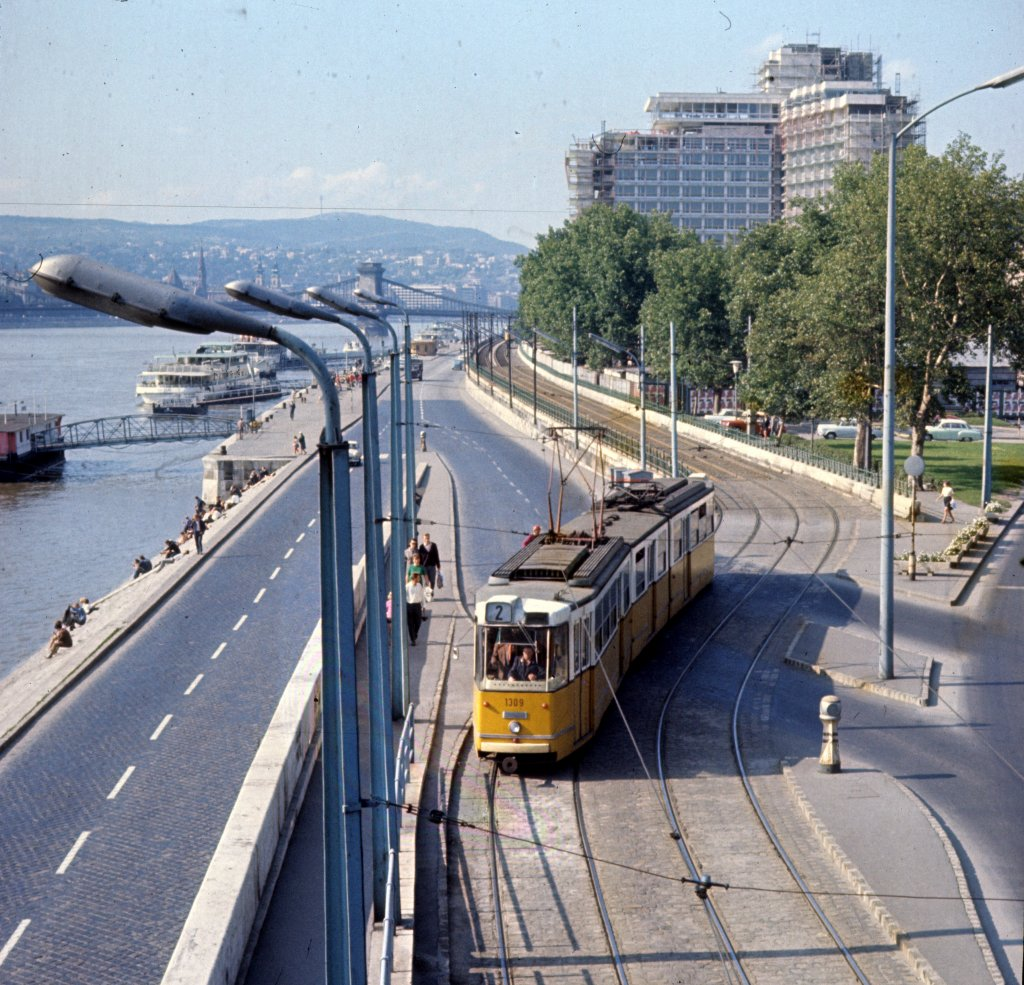
Pohled na nábřeží Dunaje, rok 1969.
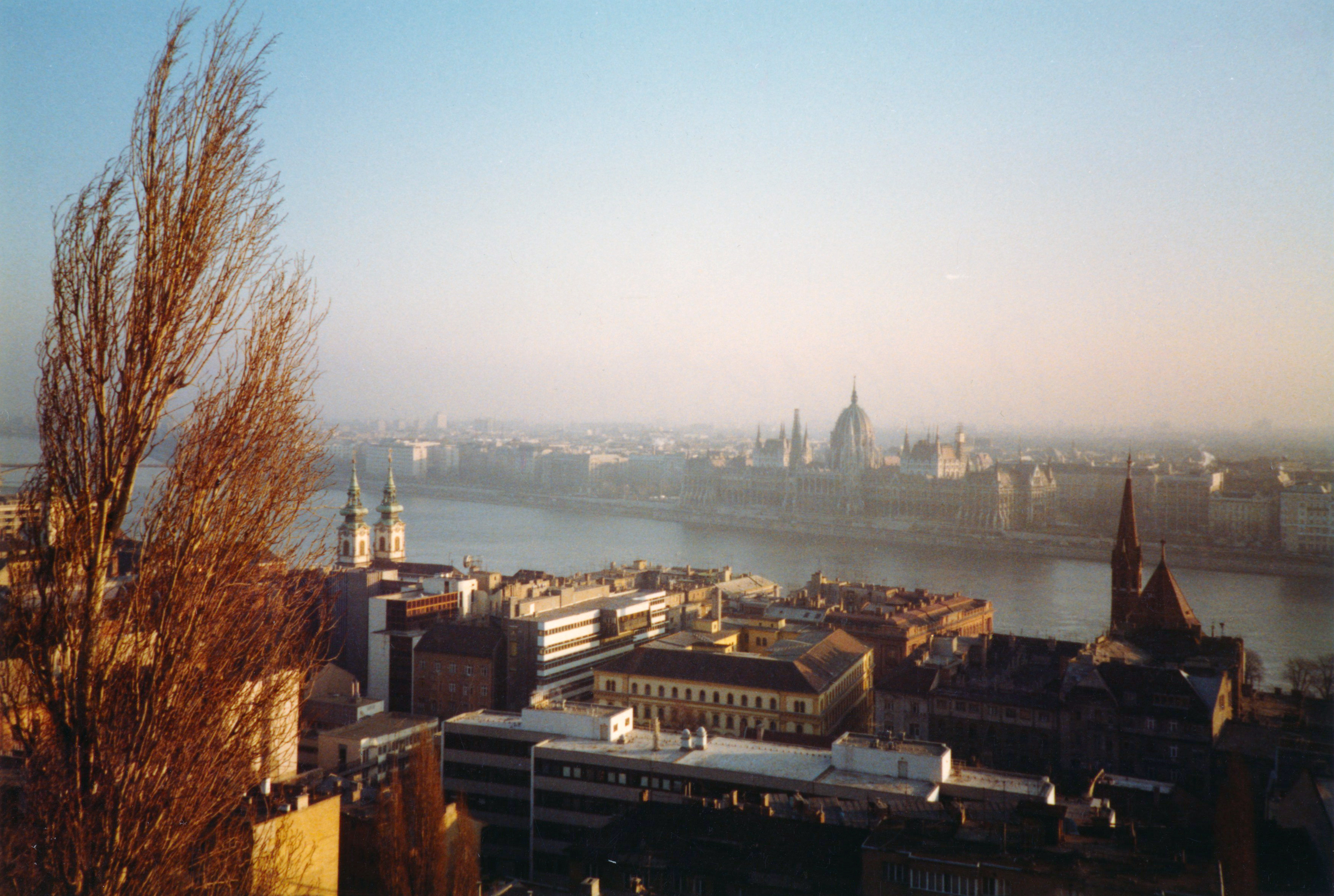
Pohled na město s parlamentem, rok 1988.
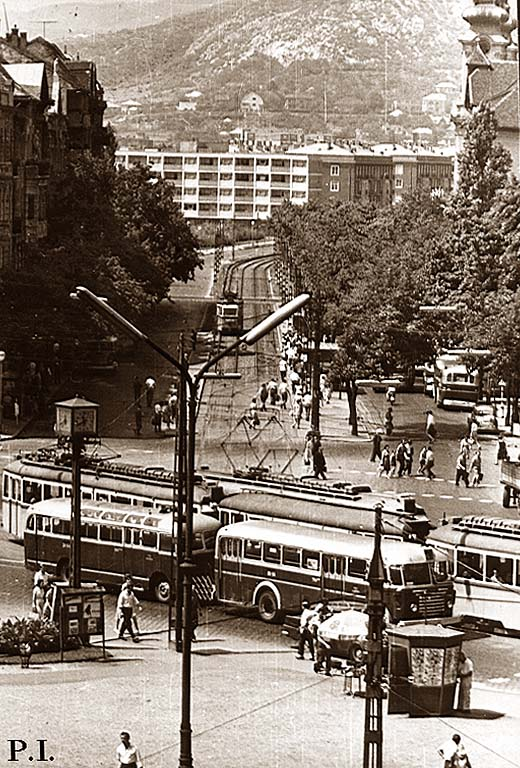
Zsgimond körter, poválečný pohled.
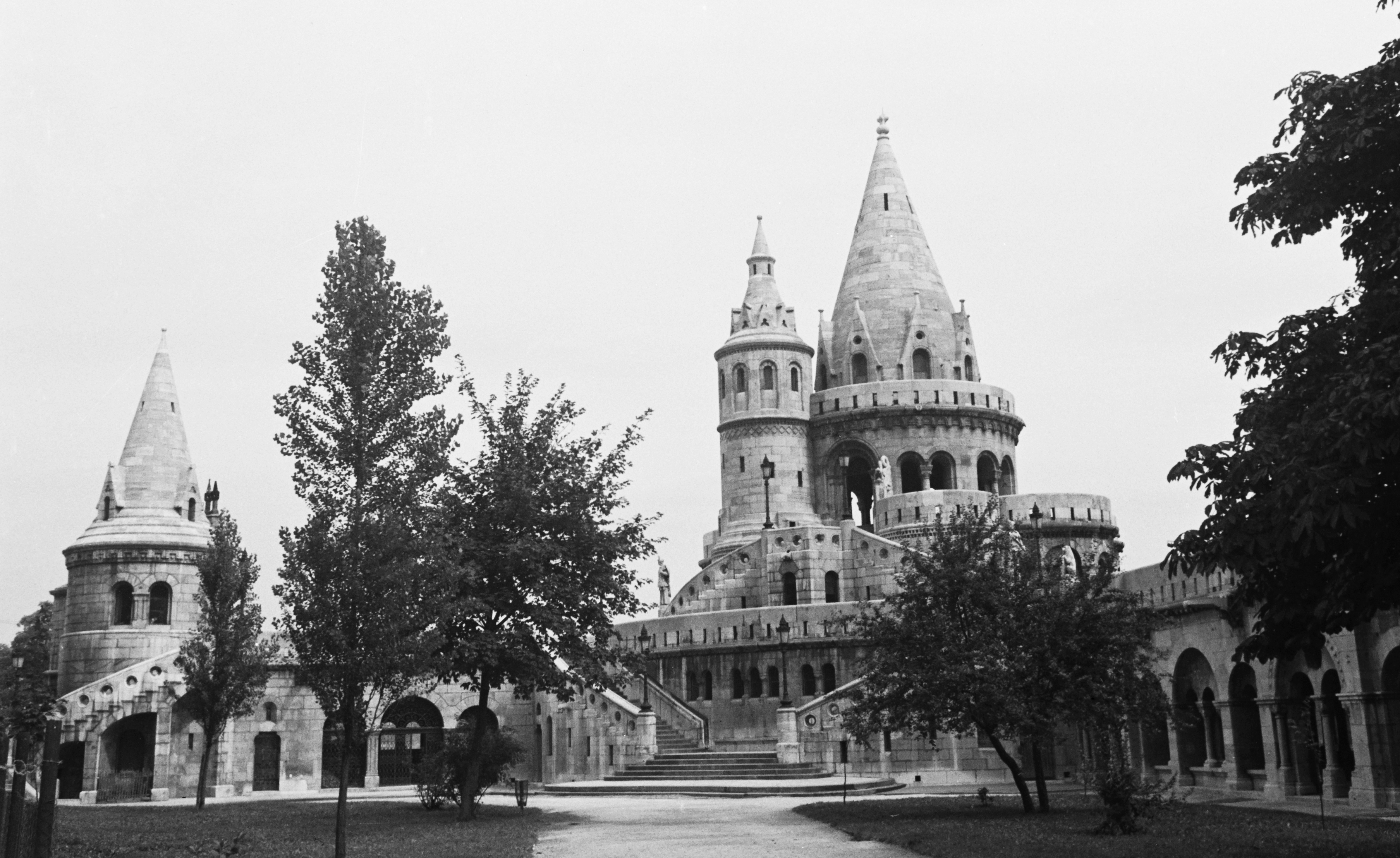
Rybářská bašta, rok 1960.

## Přelom století

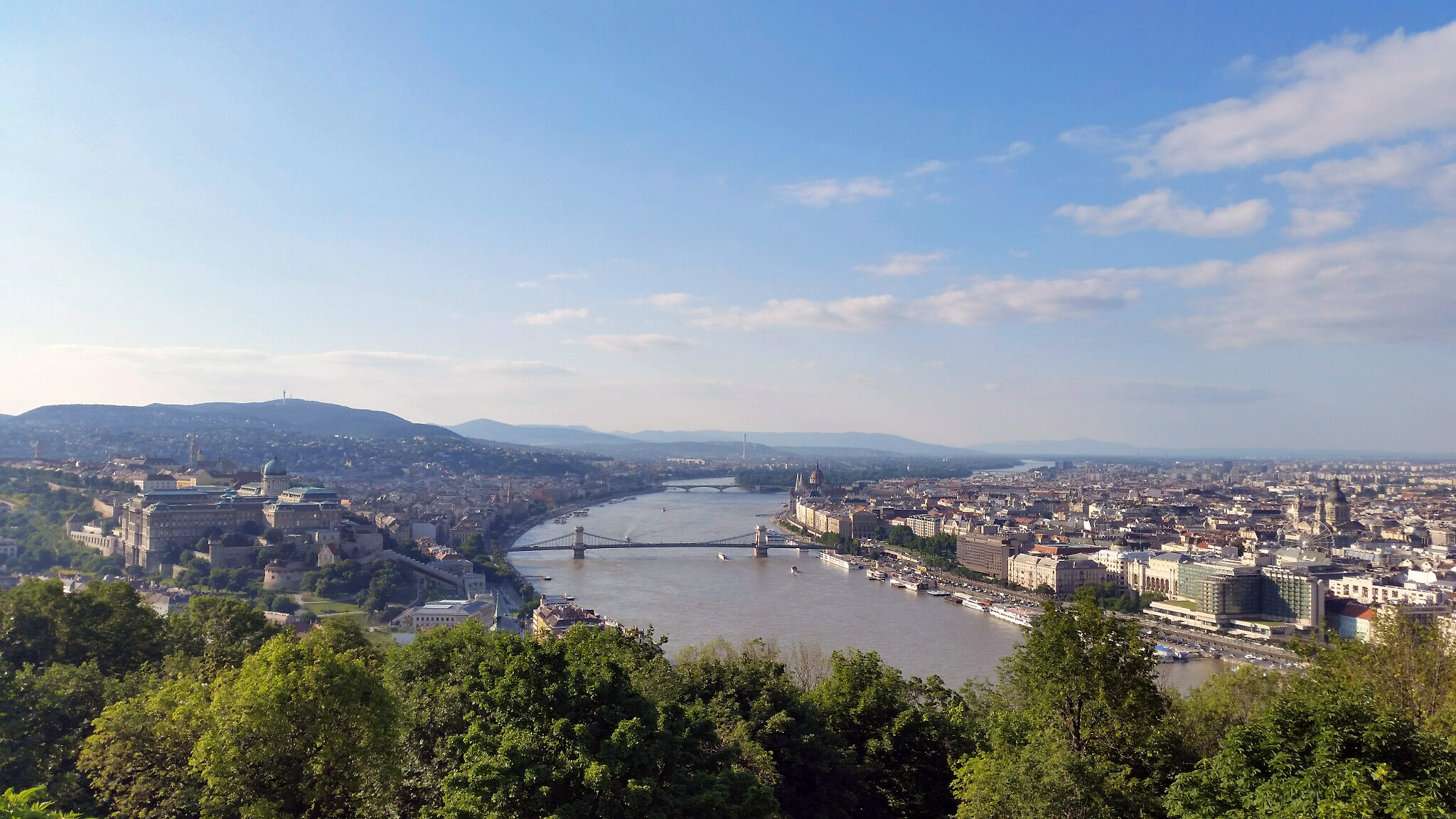
Pohled na město v roce 2015.

Komunistickou éru definitivně ukončily svobodné volby 1990. Dne 31. října 1990 se stal primátorem města opoziční politik, Gábor Demszky. V 90. letech a počátku 21. století byla hlavním trendem suburbanizace města, díky níž se zvýšil počet obyvatel některých okolních měst, naopak v samotné Budapešti došlo k mírnému poklesu počtu obyvatel.
Dokončena byla ekonomická transformace, v rámci níž vzrostl drtivě sektor služeb na úkor průmyslu co do zaměstnanosti místního obyvatelstva. Stejně jako v jiných městech střední a východní Evropy i v Budapešti vyrostla nová obchodní centra, která doplnila již dobře zavedené starší obchodní domy. Mezi nová patří např. Arena Mall u Východního nádraží nebo WestEnd City Center (otevřen roku 1999) u západního nádraží.
Evropské povodně 2002 zasáhly Budapešť také, nicméně v menší míře, než tomu bylo v případě Rakouska, Německa nebo České republiky. Ve dnech 18.–19. srpna vystoupala hladina Dunaje na 848 cm a maximální průtok dosáhl rekordní hodnoty 8230 m3/s. Byly zrušeny nebo odloženy některé společenské akce, zaplaveno několik podjezdů poblíž řeky a nábřeží. Řeka se však nerozlila do samotného města. Na některých místech byly úspěšně vybudovány provizorní hráze z pytlů s pískem. Menší záplavy se opakovaly ještě v roce 2013.
V roce 2002 byla ještě do seznamu památek UNESCO zařazena historická Andrássyho třída v severovýchodní části města.
Dne 1. května 2004 vstoupilo Maďarsko do Evropské unie. Událost byla v Budapešti zdůrazněna řadou oslav a festivalů.
V roce 2006 bylo město centrem protivládních protestů proti tehdejší socialistické vládě.
Od roku 2011 má maďarská metropole současnou vlajku. Původní barvy města (červená, žlutá a modrá) jsou stejné jako národní barvy sousedního Rumunska a nebyly považovány proto za dostatečně reprezentativní[zdroj?] pro hlavní město maďarského státu. Na počátku 21. století došlo rovněž k přejmenování řady místních názvů tak, aby byl zdůrazněn jejich národní charakter. Jednalo se o jinou vlnu změn názvů, než byla v roce 1990 po pádu komunistického režimu. Moskevské náměstí tak bylo přejmenováno na Széll Kálmán tér a Lidový stadion (maďarsky Népsztadion) na Stadion Ference Puskáse.
V roce 2015 byla otevřena čtvrtá linka metra. V rámci toho byl modernizován veřejný prostor v oblasti nových stanic, např. před východním nádražím nebo na budínském nábřeží Dunaje.
V témže roce bylo město jedním z míst tzv. Evropské migrační krize. Pozornost se soustředila především na okolí železniční stanice Budapest-Keleti pályaudvar, kde jednotliví uprchlíci přestupovali mezi dálkovými spoji. V okamžiku nejvyšší koncentrace osob byly vypraveny z nádraží směrem k rakouské hranici autobusy městského dopravce.
Modernizaci a rozvoj zažily i budapešťské stadiony. Přestavěn byl původní Lidový staidon (Népsztadion), který se změnil v moderní fotbalovou arénu Ference Puskáse. Na jižním okraji města vyrostl nový atletický stadion. Nese oficiální název Národní atletické centrum (maďarsky Nemzeti Atlétikai Központ).
Ve 3. dekádě 21. století byl realizován projekt na revitalizaci dunajského břehu s názvem Dunapart. Město se pro svůj rozvoj snažilo využívat prázdné prostory nebo prostory, které dříve sloužily průmyslu. Tak vyrostla nová čtvrť nedaleko náměstí Bosnyák tér. Velký zásah do fungování metropole byla rovněž komplexní rekonstrukce linky metra M3. 